# Vicente Domínguez (militar)
Vicente Domínguez fue un militar de origen mexicano. Estuvo al servicio en el Primer Imperio Mexicano de Agustín de Iturbide. Luego residió en Guatemala y fue oficial de la República Federal de Centro América y enemigo de Francisco Morazán en el campo de batalla. 
El coronel Vicente Domínguez (hermano de don José Domínguez Manso, secretario privado y posteriormente Secretario de Justicia del Emperador de México Agustín de Iturbide), originario del estado de Morelos, México, quien fue traído a Honduras por el antiliberal obispo Juan José de Aycinena y Piñol poco después de la independencia en 1821 para dirigir el Ejército Federal en El Salvador y en Honduras, contra el Movimiento Unionista del general Francisco Morazán, enfrentándose ambos en varias batallas, entre ellas, la primera en la Hacienda Gualcho, propiedad de Gerardo Barrios, en El Salvador, en la que fue derrotado por el general Francisco Morazán el 6 de julio de 1828 en la Batalla de la Hacienda El Gualcho.

## Biografía
Vicente Domínguez, militar de profesión y de origen Mórelos en mexicano. Con la señora Juana Oliva procreó a Dolores (1826-1915) y Amelia, de apellido únicamente Oliva. Seguidamente, contrajo matrimonio con Gertrudis Alegría Alvarado, su hija María Josefa Domínguez Alegría contraería matrimonio con el ciudadano galés David Williams Hinckel, con quien procrearía al general Vicente Williams Domínguez (1845-1894), padre del general Abraham Williams Calderón, Vicepresidente de la república de Honduras entre 1932 a 1946 y posteriormente candidato presidencial.

## Oficial federal centroamericano
En 1825, el oficial de rango teniente coronel, Vicente Domínguez, entra al servicio de Ejército Federal de Centro América y, en 1827, ostentaba ya el cargo de comandante de la Segunda División de Infantería, que tiene su sede en Jalpatagua.
En 1828 (marzo 12), el coronel Domínguez era uno de los oficiales que fueron desterrados por las fuerzas salvadoreñas a raíz del sitio de en la ciudad de San Salvador por las tropas federales al mando del coronel José Arzú.
En 1828 (abril 13), el coronel Domínguez es reintegrado al Ejército Federal, salió de San Miguel capitaneando tropas federales y en la "Loma del Pleito", cerca de Quelepa, batió al salvadoreño coronel Guillermo Merino después de un reñido combate.
En 1828 (mayo), el coronel Domínguez capturó a Merino cuando éste se hallaba a bordo del bergantín “Caopolicán", anclado en el puerto de La Unión y lo mandó a fusilar en la ciudad de San Miguel.
En 1828 (junio 27), el coronel Domínguez a su regreso a Honduras derrotó nuevamente a las fuerzas salvadoreñas en la batalla de la "Hacienda El Socorro", a orillas del Río Lempa y proteger su paso, dirigiéndose después hacia la frontera con Honduras con el fin de frenar el avance de las fuerzas de Francisco Morazán.
En 1828 (julio 6), el coronel Domínguez cambió su suerte, pues el general Francisco Morazán lo derrotó en la "Batalla de Gualcho, logrando él escapar para permanecer escondido en una "Hacienda de San Miguel".
En 1828 (septiembre), ya estaba de regreso en Guatemala, donde fue nombrado Secretario de Guerra del Estado por el jefe Mariano Aycinena, siendo pronto sustituido por Antonio José de Irisarri. En febrero de ese año, como comandante en jefe, Perks ordenó su arresto por indisciplina, lo que le provocó la insubordinación de los oficiales federales encabezados por José Antonio Irisarri y Manuel Montufar y Coronado, obligando a su destitución.

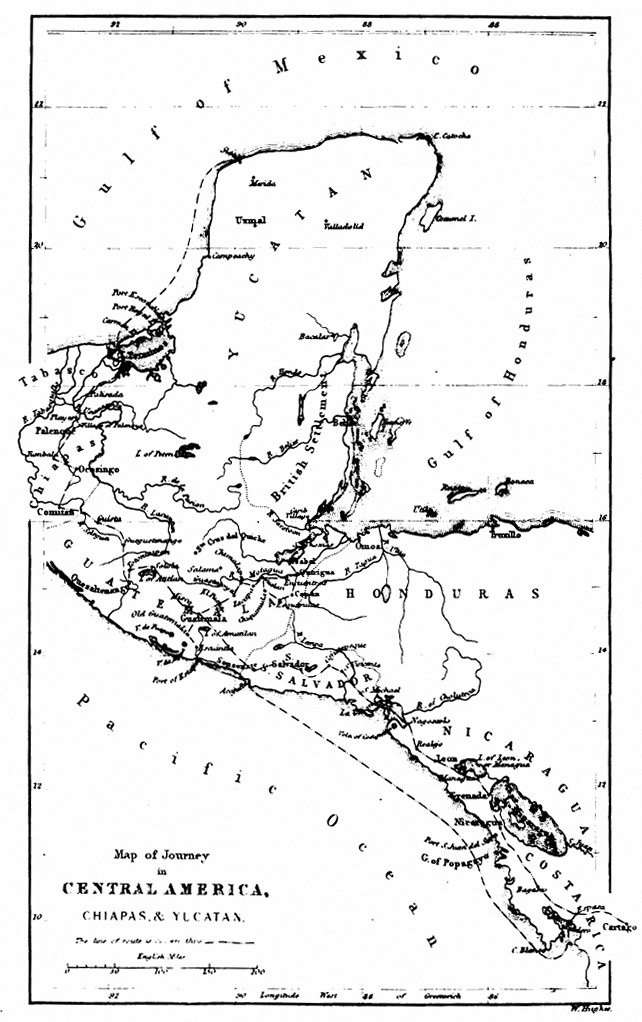
Mapa de acción del coronel Vicente Domínguez durante la guerra civil de 1829. (Las fronteras no estaban delimitidas con Guatemala, México, Yucatán y Chiapas.

El coronel Domínguez luchó en los campos de batalla de El Espino y Opoteca, a las órdenes del bizarro coronel Remigio Díaz. 
En 1829 (enero), el coronel Domínguez fue enviado a defender el punto estratégico La Arada, con el objeto de frenar el avance de las columnas del Ejército Aliado Protector de la Ley al mando del coronel Juan Prem. Éste lo esquivó y Domínguez salió sin poder detenerlo, facilitando el cerco de la ciudad de Guatemala.
En 1829 (agosto 22), a raíz de la victoria de Morazán, por decreto, el coronel Domínguez fue condenado a prisión junto a los dirigentes centralistas guatemaltecos, siendo luego expatriado hacia México.
En 1829 (noviembre), una vez fuera de prisión, el coronel Domínguez acaudilla una revolución en Olancho contra el gobierno del general Francisco Morazán. Morazán sale de Guatemala y emprende la marcha a Honduras vía El Salvador y de pasó se refuerza con 400 hombres más proporcionados por el Estado salvadoreño.
En 1830 (principios), aparece una facción militar antimorazanista, apoderándose desde el mar, hasta el Puerto de Trujillo, pero a raíz de las conversaciones con el presidente Morazán, se vio obligado a abandonar esa plaza, embarcándose para Belice. Allí se hizo de pertrechos de guerra.
En 1831 (noviembre 11), el coronel Domínguez se apoderó de la Fortaleza de San Fernando de Omoa. Tal invasión a Honduras estaba enmarcada en un plan restaurador que el expresidente Manuel José Arce había preparado, el cual incluía además invadir Soconusco al mando de un ejército formado en México y que el costarricense Ramón Guzmán llegase a las costas hondureñas al mando de una flotilla financiada por Cuba.
En 1832 (febrero), el coronel Domínguez se apoderó de las goletas federales “Ejecutivo” y “Fénix”.
En 1832 (febrero 8), el coronel Domínguez mandó a fusilar en la plaza de Omoa al capitán Richard Duplessis, quien comandaba la goleta "Fénix". 
El general Francisco Morazán envío tropas en defensa de la territoraliedad bajo orden del coronel Nicolas Raoul, quien se topa con Arce en Escuintla y después de la batalla, Raoul sale victorioso el día 24 de febrero de 1832.
Sucedió que el coronel Domínguez, después del fracaso de Arce se apodera del Puerto de Trujillo mientras que el español Ramón Guzmán se apodera de la Fortaleza de San Fernando de Omoa, todo con el fin de colocar a los conservadores en la administración hondureña. 
En 1832 (abril), el coronel Francisco Ferrera marchó con tropas para luchar contra el coronel Domínguez. Ferrera envió primero al coronel Concepción Cardona que al llegar a Pacura las tropas hicieron una deserción encabezada por el comandante de las fuerzas de Juticalpa el oficial José Manuel Zelaya y Ayes quien ostentaba el cargo de Ayudante de Campo de Cardona. Los líderes olanchanos sublevados contra el gobierno hondureño eran Francisco Andrade y Fermín Pavón. Andrade había tomado los pueblos de Jano y Guata.
En 1832 (mayo), Fermín Pavón fue capturado en el valle de San Felipe cerca de Juticalpa, donde fue fusilado el día 5 a las tres de la tarde.
En 1832 (marzo 9), el coronel Domínguez fue derrotado en la "Batalla de Tercales", a raíz de haberse apoderado de la ciudad de Yoro. Ello lo obligó a contramarchar hacia Olanchito, siendo nuevamente derrotado en la "Batalla de Jaitique" por el coronel José María Gutiérrez Osejo, quien resultó mortalmente herido.
En 1832 (abril), el coronel Domínguez concentró sus tropas en el puerto de Trujillo, siendo desalojado de ahí el 12 de ese mes por el coronel Francisco Ferrera. El 3 de marzo fue nuevamente derrotado por las fuerzas federales en la "Batalla de El Espino" y el 5 de mayo en la de Opoteca. Capturado pocos días después, Vicente Domínguez el 14 de septiembre de 1832 fue fusilado en la capital de Honduras, Comayagua.

### La Gazeta de Colombia recordaba al Coronel Vicente Domínguez
Centro América. Ejército Nacional de Operaciones. El gobierno ha recibido partes del general en Jefe del Ejército Nacional de Operaciones con fechas del 10 al 12 del corriente, a los cuales han venido adjuntos dos impresos publicados por la imprenta del gobierno de San Salvador en los que se dice que la división al mando del Coronel Vicente Domínguez que ocupaba el departamento de San Miguel ha sido batido en Gualcho, el 6 de este mes por otra división compuesta por soldados de Honduras y de León (Nicaragua) que venían en auxilio de la plaza de San Salvador. El 1º de estos impresos parece ser un oficio dirigido al jefe político de San Vicente por un oficial nombrado Miguel Santiago Ramírez, su fecha es el día 6 en Gualcho. Dice que a las 2 de la tarde acababa de incorporarse con las tropas de Honduras, que estas habian sido atacadas a las 7 de la mañana por la división del coronel Domínguez que se había ganado la acción, dejando el último 70 prisioneros, un cañon y 300 fusiles y que marchaban sobre San Miguel a concluir con los restos del mismo Domínguez. El 2º es un parte dirigido al gobierno de San Salvador por un J. Morazán, y datado también en Gualcho a las dos del mismo día 6, en el asegura que la división del coronel Domínguez ataco a la suya a las 6 de la mañana y fue batida y dispersada y habiendo perdido en la acción cosa de 200 hombres, fuera de 50 prisioneros, más de 300 fusiles todo su parque y el único cañón que llevaba, añade Morazán que por su parte había tenido 12 muertos y como 30 heridos y que había perseguido al referido coronel Domínguez hasta la falda del cerro Tecapa. Ninguna de estas noticias ha sido confirmada hasta hora ni desmentida por otro conducto y las presentamos al público tales cuales las ha anunciado la imprenta del gobierno de San Salvador, para que cada uno de nuestros lectores juzgue de su verosimilitud. Si hubiéramos de graduarla por el tono de verdad que esta en posesión de escribir la imprenta referida parece que ninguna atención merecían, con motivo de estas propias noticias el Vice-jefe ha circulado una proclama en que llama varias veces Chapelón al coronel Domínguez procurando sorprender a los pueblos que no le conocen ni saben, como él mismo, que Domínguez es hijo de la República mejicana. En los mismos partes comunica el General en jefe que la valiente división al mando del coronel Prado que caminaba en auxilio del coronel Domínguez pasó el Lempa el día 7. En nuestro número anterior manifestamaos las noticias que había publicado la imprenta de San Salvador, relativas a la acción de Gualcho, indicamos que ningún aviso se había recibido por otro conducto que las confirmase o desmintiese. Aunque hasta ahora, no ha llegado al gobierno parte del coronel Domínguez si se ha recibido en el cuartel general de Mejicanos dos cartas suyas del 7 y 14 del corriente, también se ha recibido un parte del coronel Gonzáles que por orden de aquel vino a Acajutla conduciendo los enfermos y heridos que tenía la división del hospital de San Miguel, ha llegado asimismo el teniente coronel Villaseñor con cinco soldados de los que se hallaron en la referida acción y se han tenido otros avisos de sujetos particulares dignos de todo crédito. De todos estos avisos, cartas y relaciones, que estas perfectamente conformes entre sí, se deducen que la división al mando del coronel Domínguez aunque muy inferior en fuerza numérica atacó a las tropas de Honduras y de León en los Llanos de Gualcho con la mayor bizarría. que las hizo mucho estrago, les había tomado dos cañones y las obligo a emprender la retirada, contando ya con la victoria; pero que al cargar la caballería se inutiliza por un fango y en este acto llegó la otra división que salió de San Salvador en auxilio de dichas tropas. Que enseguida comenzó a desordenarse la división del coronel Domínguez por cuya causa se vió precisado a emprender también por su parte la retirada, mientras los contrarios continuaron la suya hasta la hacienda de San Francisco y que la perdida de estos fue mucho mayor, que la que sufrieron las fuerzas federales. Las que llegaron a Acajutla con los enfermos y heridos constan 200 hombres y el coronel Domínguez permaneció en Usulután con más de 400 protegiendo a aquellos pueblos beneméritos y haciéndose respetar del enemigo. Este ocupó la ciudad de San Miguel que estaba ya desguarnecida y el vecindario sufrió un horroroso saqueo, asesinatos y toda clase de sucesos. A esta fecha deben ya haberse reunido con el coronel Domínguez dos fuertes divisiones que salieron del cuartel general, una al mando del general en Jefe y otra al mando del coronel Prado y es probable que hayan también libertado de nuevo al departamento de San Miguel. La división del coronel Prado al machar de su destino el día 18 se encontró embarazada de las inmediaciones de Soyapango por una partida de cosa de 500 hombres que salio de San Salvador a disputarle el paso, más se lo franqueo dejando escarmentados a los que se lo impedían, después de una acción de hora y media y de un fuego bastante vivo. (Gazeta de Guatemala) COMENTARIO: Esta república parece a ser destruida por sus propios hijos, pues la guerra entre los partidos que se combaten cada día se enciende más, y se hace con un furor inaudito. El Estado de Costa Rica que hasta ahora había estado neutral se ha pronunciado contra las ideas de Guatemala, y se dice que ha enviado tropas en auxilio de San Salvador. Del Estado de Nicaragua sólo el partido de Managua y el de Honduras el Puerto de Trujillo sostienen las ideas de Guatemala. Aun en la misma capital hay un partido en contra del gobierno federal que había adoptado aquella república. ¡¡¡Qué lección tan triste para los estados americanos!!! No la olvidéis colombianos.